# After Stonewall
After Stonewall (Después de Stonewall) es un documental de 1999 dirigido por John Scagliotti acerca de los 30 años de activismo por los derechos gay desde los disturbios de Stonewall de 1969. Es la secuela del filme de 1986 Before Stonewall, también producido por Scagliotti. After Stonewall es narrada por la cantante Melissa Etheridge. Entre los participantes están Dorothy Allison, Jewelle Gomez, Rita Mae Brown, Craig Lucas, Arnie Kantrowitz, Barbara Gittings, Barbara Smith, Larry Kramer y Barney Frank.

## Participantes
- Dorothy Allison
- Rita Mae Brown
- Anita Bryant (material de archivo)
- Barney Frank
- Barbara Gittings
- Jewelle Gomez
- Harry Hay
- Larry Kramer
- Sheila James Kuehl
- Harvey Milk (material de archivo)